# 火铺镇
火铺镇，是中华人民共和国贵州省六盤水市盘州市一个已撤销的乡级行政区，2015年6月4日，贵州省人民政府批复同意盘县乡镇行政区划调整，撤销火铺镇，将其所辖行政区域划归胜境街道。